# 田家炳
田家炳，大紫荊勳賢，MBE，BH（英語：Tin Ka-ping，1919年11月20日—2018年7月10日），生于廣東省梅州市大埔縣，客家人，香港企業家和慈善家。
1935年，田家炳輟學從商，建立茶陽瓷土公司，成為越南最大的瓷土供應商。1939年，日本佔領汕頭，轉往印尼從事樹膠工業，業務鼎盛。1958年，因避印尼排華風潮及使兒女接受中華文化，舉家移居香港。創立「田氏塑膠廠」，後成立「田氏化工」，專事生產塑膠薄膜和人造皮革，協助香港的塑膠產品進入國際市場。1990年後，先後在廣東東莞及廣州設廠擴充業務。
田家炳专于慈善公益事業，尤重教育，在整個大中華地區均有獨資和襄資捐建善業。於1982年，成立「田家炳基金會」，田家炳以「文教興國」為宗旨，支持教育質素提升項目，推動國家發展。在他的努力下，中华人民共和国内的省、市、自治区、香港、台湾等地建立起以田家炳命名的田家炳中学。自2009年起，一直為「田家炳基金會」榮譽主席至2018年7月10日早上離世，享年98歲。

## 簡歷
- 1919年，出生於廣東大埔古野鎮銀灘村。
- 1935年，不足16歲時，父親田玉瑚去世，被迫輟學從商，肩負持家重任。
- 1937年，年僅18歲就遠赴越南推銷家鄉瓷土，翌年成立茶陽瓷土公司，成為越南最大的瓷土供應商。
- 1939年，因汕頭淪陷，瓷土運輸中斷，遂轉往印尼，從事橡膠工業，並創立「超倫」、「南洋」兩間樹膠廠，白手興家，業務鼎盛。
- 1958年，因印尼排華風潮日趨嚴重及為兒女接受中華文化，毅然放棄如日中天的事業，舉家遷居香港。他冒著大風險，在荒蕪的屯門填海造地，建廠創「田氏塑膠廠」基業，專事生產塑料薄膜和人造革，積極扶植人造革下游加工工業的發展和協助香港的塑膠業打進國際市場。
- 1968年，成立「田氏化工有限公司」，逐步將生產業務由屯門轉換到元朗屏山。開始籌劃將屯門土地改建工廠大廈。
- 1982年，於8月成立「田家炳基金會」，以「安老扶幼，興教育才，推廣文教，造福人群，回饋社會，貢獻國家」為宗旨。
- 1992年，在廣東省東莞市虎門鎮成立「東莞田氏化工廠有限公司」，將生產北移。
- 1994年，在香港粉嶺創立香港田家炳中學，這是唯一一間由田家炳基金會直接營運的田家炳中學
- 2000年，在廣州黃埔區成立「廣州田氏塑膠有限公司」，生產PVC薄膜。
- 2006年，將PVC薄膜生產事業轉讓予同業繼續經營。
- 2008年底，將人造革生產事業轉讓予同業繼續經營。
- 2009年，將田家炳基金會交予社會賢達打理，退居不具投票權的榮譽主席。
- 2013年5月底，田家炳在香港播道會恩福堂接受蘇穎智牧師為他進行的基督教洗禮。
- 2018年7月10日，田家炳基金會在網站公布田家炳於上午安詳離世，享耆壽99歲（足歲為98歲）。[3]

## 田家炳基金會
1982年，創辦「田家炳基金會」，為註冊非牟利慈善機構，專事捐辦慈善公益事業，尤重教育，資金主要由田家炳個人及其家族公司捐獻，基金會過往一直維持家族管理運作，從不需向外籌募。
2009年，為規劃基金會的長遠發展和健全管理制度，將4座田氏工貿及工業大廈捐予田家炳基金會，並邀請香港9所大學校長及社會賢達參與基金會的管治，田氏家庭成員不保留控制權，使基金會成為一個公眾管理的非牟利慈善機構。大廈租金收益扣除營運開支後，全數撥捐田家炳基金會作慈善用途。
2012年，為慶祝田家炳基金會30周年，特聯同香港教育學院舉辦教育論壇，邀請兩岸四地大學校長、學者和各校田家炳項目負責人參加，共同擘劃教育發展藍圖。

## 榮譽

### 榮譽博士/院士
- 香港浸會大學榮譽社會科學博士（1996）
- 香港中文大學榮譽社會科學博士（2000）
- 香港公開大學榮譽社會科學博士（2001）
- 香港教育學院榮譽教育學博士（2003）
- 香港理工大學榮譽大學院士（2005）
- 國立交通大學名譽哲學博士（2005）
- 香港嶺南大學榮譽法學博士（2005）
- 香港科技大學榮譽大學院士（2006）
- 國立台灣師範大學名譽教育博士（2007）
- 西安交通大學名譽博士（2008）
- 香港樹仁大學榮譽社會科學博士（2009）[7]
- 香港大學名譽社會科學博士（2010）[8]

### 其他榮譽
- 「英國女皇榮譽獎章（MH）」，香港政府（總督尤德爵士）頒發 （1982）
- 「熱心公益金牌匾」，台灣總統府頒發（1988）
- 「田家炳星」即小行星2886號，中國科學院紫金山天文台頒發（1994）[9]
- 「大英帝國員佐勳章（MBE）」，英國女皇頒發（1996）
- 「興醫利民金質獎章、獎牌」，福建省人民政府頒發（1996）
- 「嘉獎獎牌」（為廣東社會經濟發展作出突出貢獻），廣東省人民政府頒發（1996）
- 「樂育英才金質獎牌」，福建省人民政府頒發（2001）
- 「江河源友誼獎」，青海省人民政府對外友好協會頒發（2002）
- 「榮譽公益獎章」，湖北省人民政府頒發（2002）
- 「捐資助學楷模榮譽稱號」，雲南省人民政府頒發（2002）
- 「江蘇海外之友榮譽獎章」，江蘇省人民政府頒發（2003）
- 首屆「中華慈善人物」，北京中華慈善總會頒發（2004）
- 「赤子楷模稱號」，海南省人民政府頒發（2006）
- 「丁香-紫荊金獎」，黑龍江省人民政府頒發（2006）
- 「中華慈善事業突出貢獻獎」，北京中華慈善總會頒發（2006）
- 「南粵慈善家」，廣東省人民政府民政廳頒發（2007）
- 「僑愛楷模個人獎」，雲南省人民政府頒發（2008）
- 「慈善人物獎」（2008華人慈善（南方）盛典），廣東省人民政府頒發（2008）
- 「第一屆『感動香港』十大人物」，亞洲電視台頒發（2010）
- 「大紫荊勳章（GBM）」，香港特別行政區政府頒發（2010）
- 「光耀香江，香港回歸15週年 - 功勳人物」，香港文匯報頒發（2012）
- 第八屆「愛心奬」，港澳台灣慈善基金會有限公司頒發（2013）
- 首屆「葉劍英奬」（慈善貢獻類），廣東省雁洋公益基金會頒發（2013）
- 全國50所大學頒授名譽教授、89省市頒授榮譽市民

## 職銜
- 田家炳基金會創辦人、榮譽主席

## 教育相關條目
田家炳幼稚園
學校
- 香港
  - 田家炳中學
  - 仁愛堂田家炳中學
  - 仁愛堂田家炳小學
  - 保良局田家炳小學
  - 保良局田家炳千禧小學
  - 救世軍田家炳學校
  - 香港大學田家炳教育圖書館
- 中國内地
  - 田家炳中學列表（包括香港）
  - 华南师范大学田家炳教学楼[10]
- 台灣

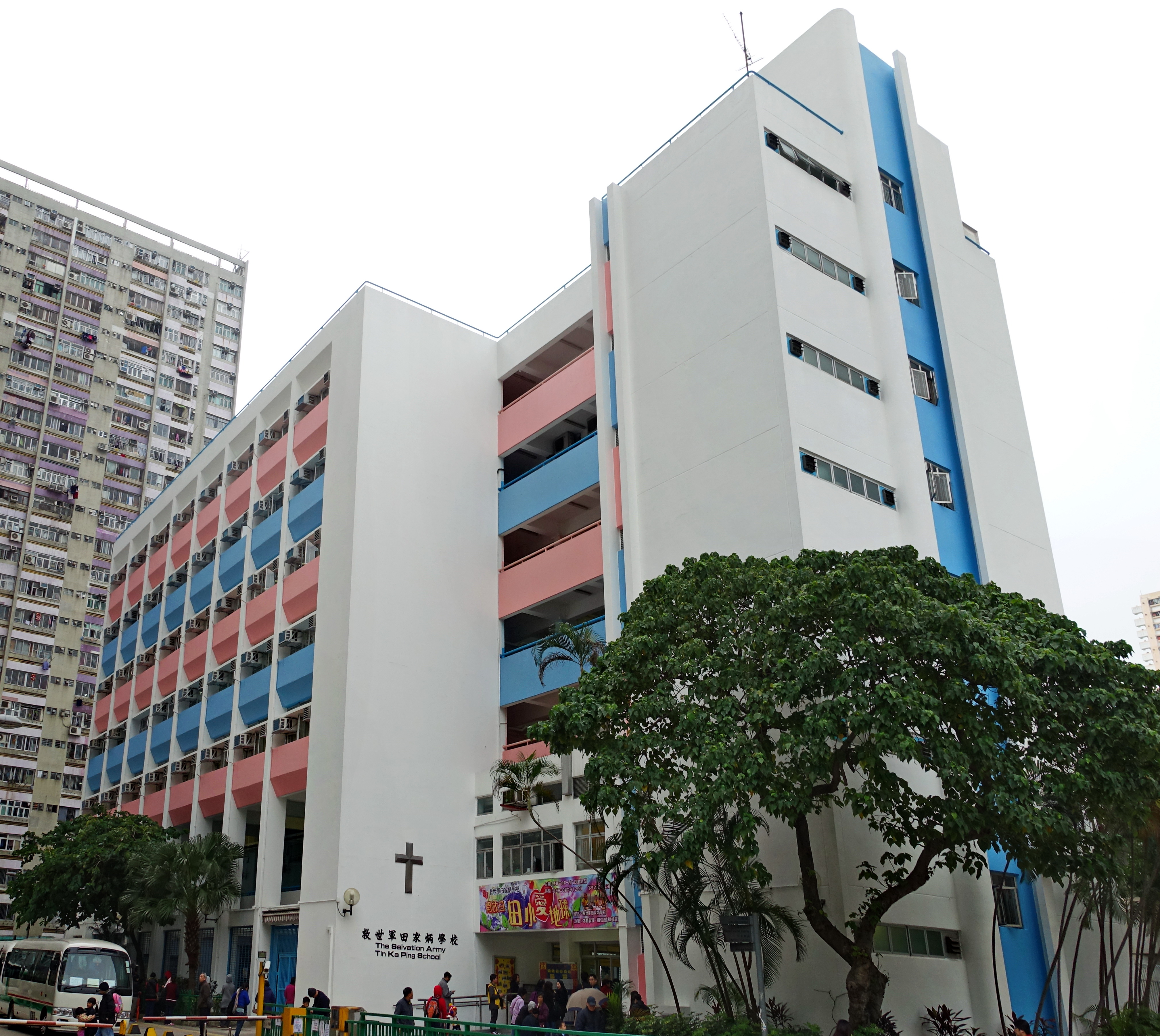
救世軍田家炳學校

  - 陽明交通大學田家炳光電中心（舊名「卓越光電中心」，位於新竹光復校區內[11]）
  - 國立台灣師範大學田家炳學苑
- 澳門
  - 澳門大學田家炳教育研究所

## 延伸閱讀
- 紫荊花紅 - 富豪田家炳（中央電視台，2007年） （页面存档备份，存于） （页面存档备份，存于）